# 엔도 다카히로
엔도 다카히로(일본어: 遠藤 孝弘, 1968년 7월 7일 ~ )는 일본의 전 축구 선수이다.

## 구단 경력
1987년 주오 방범(아비스파 후쿠오카)에 입단했다. 1995년 재팬 풋볼 리그 우승으로 J1리그로 승격했다. 1997년 사가와 급편 도쿄로 이적했다. 1997년후 현역 은퇴.